# چهل‌پایه
چهل‌پایه نام روستا و کاروان‌سرایی است در بیابان لوت در مرکز ایران.
کاروانسرای چهل پایه در جنوبی ترین منطقه شهرستان طبس، در نزدیکی روستای دربند، بخش مرکزی و در مسیر جاده کرمان به دیهوک قرار دارد. این مسیر در گذشته شهرهای جنوبی کشور را به خراسان متصل می‌کرد. از این رو مسافرانی که قصد زیارت مشهد را داشتند، از این جاده گذر می‌کردند.

## موقعیت و ویژگی‌ها
کاروانسرای چهل پایه درون دره‌ای به همین نام قرار دارد. این نام از ستون‌های سنگی که احتمال زیاد در گذشته تعداد آنها به چهل عدد می‌رسیده گرفته شده که طی سال‌ها اکثر آنها از بین رفته‌است.
این کاروانسرا از بناهای دوره صفویه است که توسط یکی از بزرگان منطقه بم به نام احتشام سلیمان خان بهجت‌الدوله بنا شده و در سال ۱۳۹۹ به شماره ۳۳۱۵۸ در فهرست آثار ملی ایران به ثبت رسیده‌است.
جاده‌ای که از طبس استان خراسان جنوبی به راور در استان کرمان می‌رود از حوالی چهل‌پایه می‌گذرد. در قدیم زیارت‌کنندگان استان‌های جنوبی ایران که به آرامگاه امام رضا در مشهد می‌رفتند از کاروان‌سرای چهل‌پایه می‌گذشتند.
این جاده پل ارتباطی بین استان‌های خراسان جنوبی و کرمان است.
از سمت جنوب نای بند پس از پیمودن مسافت ۹۵ کیلومتری به ورودی راه مالرو چهل پایه خواهید رسید. متأسفانه به دلیل اشتباهاتی این کاروانسرا در محدوده شهرستان طبس قرار گرفته که با پیگیری‌ها نقشه اصلاح خواهد شد.
چهل‌پایه دارای ۲ چاه عمیق است.

## در سفرنامه‌ها
غلام‌حسین‌خان افضل‌الملک در سفرنامه خراسان و کرمان خود در سال ۱۳۲۱ قمری در منزل چهل‌پایه در مورد این محل می‌نویسد:
«در همین دو سه سال مرد بلندنام با احتشام سلیمان‌خان بهجت‌الدوله که از بزرگان بم و بسی محترم است، محض آسایش زوار و کاروانیان مبالغی خرج کرده کاروان‌سرای بسیار خوبی در این‌جا ساخته … و دو حوض آب‌انبار بسیار خوب در این‌جا بنا کرده.»

## ثبت در فهرست میراث جهانی
در ۲۶ شهریور ۱۴۰۲ در جریان چهل و پنجمین اجلاس کمیته میراث جهانی یونسکو در ریاض، کاروانسرای چهل‌پایه به‌همراه ۵۳ کاروانسرای تاریخی دیگر (جمعاً ۵۴ کاروانسرا در ۲۴ استان ایران) تحت عنوان کاروانسراهای ایرانی در فهرست میراث جهانی قرار گرفتند. این مجموعه جهانی به عنوان بیستمین و هفتمین اثر جهانی کشور ایران شناخته می‌شود.